# 降B大調交響曲 (列奧波爾德·莫扎特)
B♭大調第2號交響曲，克氏號17，曾經被歸類為沃尔夫冈·阿马德乌斯·莫扎特的早期交響曲作品，近期則被認定出自於他的父親，列奧波爾德·莫扎特之手。在第6版的克歇尔目录當中，將此曲分類在附錄中（編號C 11.02）。

## 歷史

### 出版
舊莫扎特全集收錄了這首作品，將其編號為「第2號」。由當時的樂譜和相關資料即可發現，作品有很多部分其實是不全的。以第3樂章的前半部分而言，只有第一小提琴和弦樂低音聲部是完整的，至於第二小提琴、中提琴則全部出自於布赖特科普夫与黑特尔的編輯之手。另一方面，新莫扎特全集則是排除了此曲（不論紙本、數位）。

## 分析
本曲採古典主義時期常見的交響曲四樂章架構：
1. 快板（Allegro）
2. 行板（Andante）
3. 梅呂哀舞曲（Menuetto）二首
4. 急板（Presto）

其中，第1樂章由小提琴、中提琴交替演奏的附點節奏展開（見圖例），緊湊的聲部間互動頗有巴洛克時代的遺風。
您的浏览器不支持播放音频。您可以下载音频文件。

## 外部連結
- 第2号交响曲 (莫扎特)：国际乐谱典藏计划上的乐谱